# NGC 7222
NGC 7222 ist eine Balken-Spiralgalaxie vom Hubble-Typ SBb im Sternbild Aquarius auf der Ekliptik. Sie ist schätzungsweise 559 Millionen Lichtjahre von der Milchstraße entfernt und hat einen Durchmesser von etwa 200.000 Lichtjahren.
Die Typ-Ia-Supernova SN 2008dr wurde hier beobachtet.
Das Objekt wurde am 11. August 1864 von Albert Marth entdeckt.